# Buchenavia rabelloana
Buchenavia rabelloana là một loài thực vật thuộc họ Combretaceae. Đây là loài đặc hữu của Brasil. Chúng hiện đang bị đe dọa vì mất nơi sống.